# Лорд Бальфур из Берли

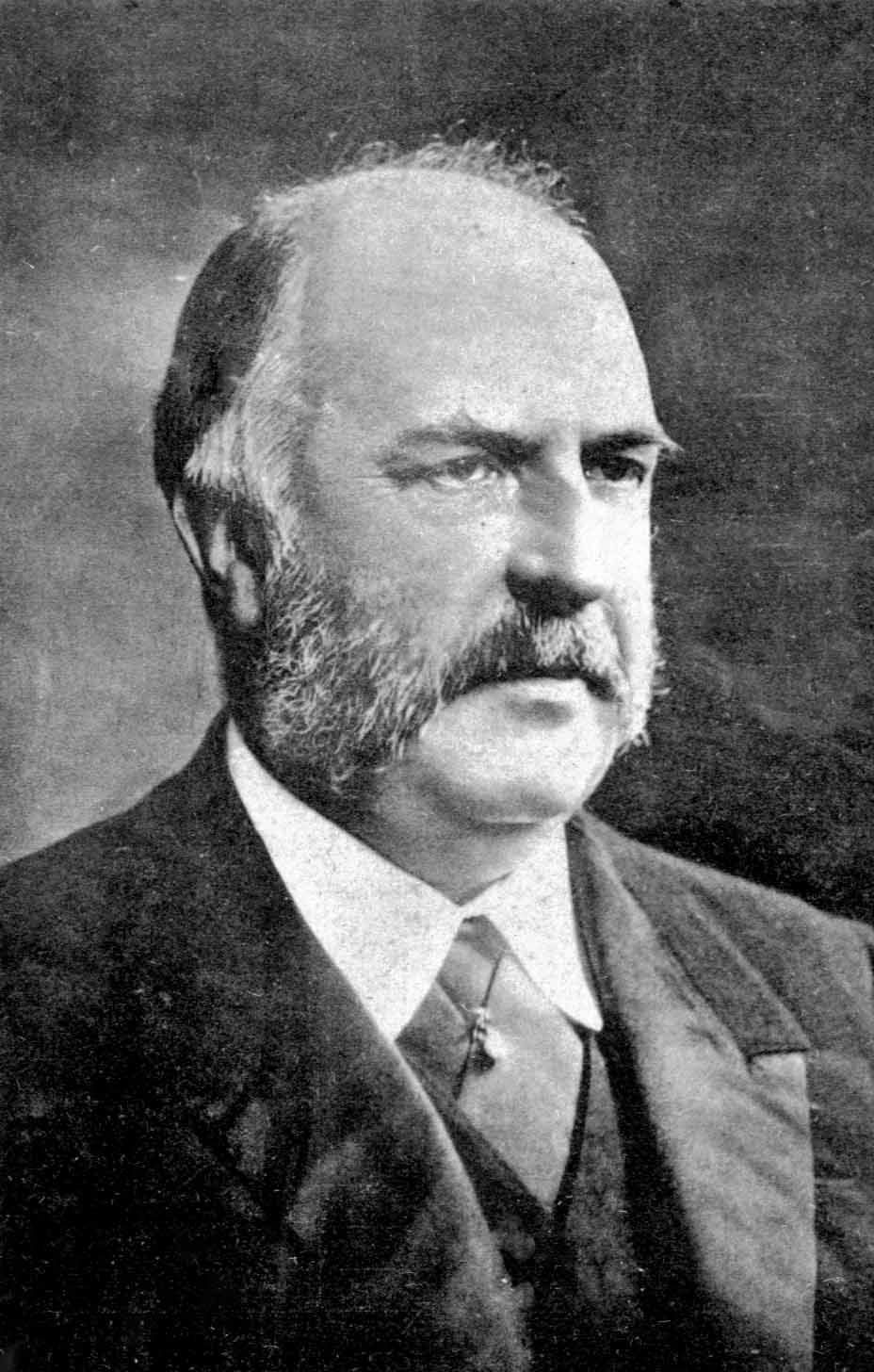
Александр Хью Брюс, 6-й лорд Бальфур из Берли (1849—1921)

Лорд Бальфур из Берли в графстве Кинросс (англ. Lord Balfour of Burleigh) — наследственный титул в системе Пэрства Шотландии.

## История
Титул лорда Бальфура из Берли был создан 16 июля 1607 года для сэра Майкла Бальфура (ум. 1619). Ему наследовала его дочь Маргарет Бальфур, 2-я леди Бальфур из Берли (ум. 1639). Она вышла замуж за Роберта Арнота (ум. 1663), который взял себе фамилию «Бальфур» и заседал в шотландском парламенте в качестве лорда Бальфура из Берли по праву своей жены. Их сын, Джон Бальфур, 3-й лорд Бальфур (ум. 1688), сражался с ковенантами в битве при Друмклоге. Его внук, Роберт Бальфур, 5-й лорд Бальфур из Берли (ум. 1757), за участие в Якобитском восстании 1715 года он был лишен титула и владений.
19 марта 1869 года титул лорда Бальфура был восстановлен для Александра Хью Брюса (1849—1921). Он был потомком достопочтенной Мэри Бальфур (ум. 1758), сестры 5-го лорда Бальфура, и её мужа, бригадного генерала Александра Брюса. Лорд Бальфур был консервативным политиком, он заседал в Палате лордов в качестве шотландского пэра-представителя (1876—1921) и занимал должность министра по делам Шотландии (1895—1903). Его второй сын, Джордж Гордон Джон Брюс, 7-й лорд Бальфур, (1883—1967), был шотландским пэром-представителем с 1922 по 1963 год.
По состоянию на 2023 год носителем титула являлся внучка последнего, Виктория Брюс-Винклер, 9-я леди Бальфур из Берли (род. 1973) — дочь Роберт Брюс, 8-й лорд Бальфур (1927—2019), которая наследовала своему отцу в 2019 году.

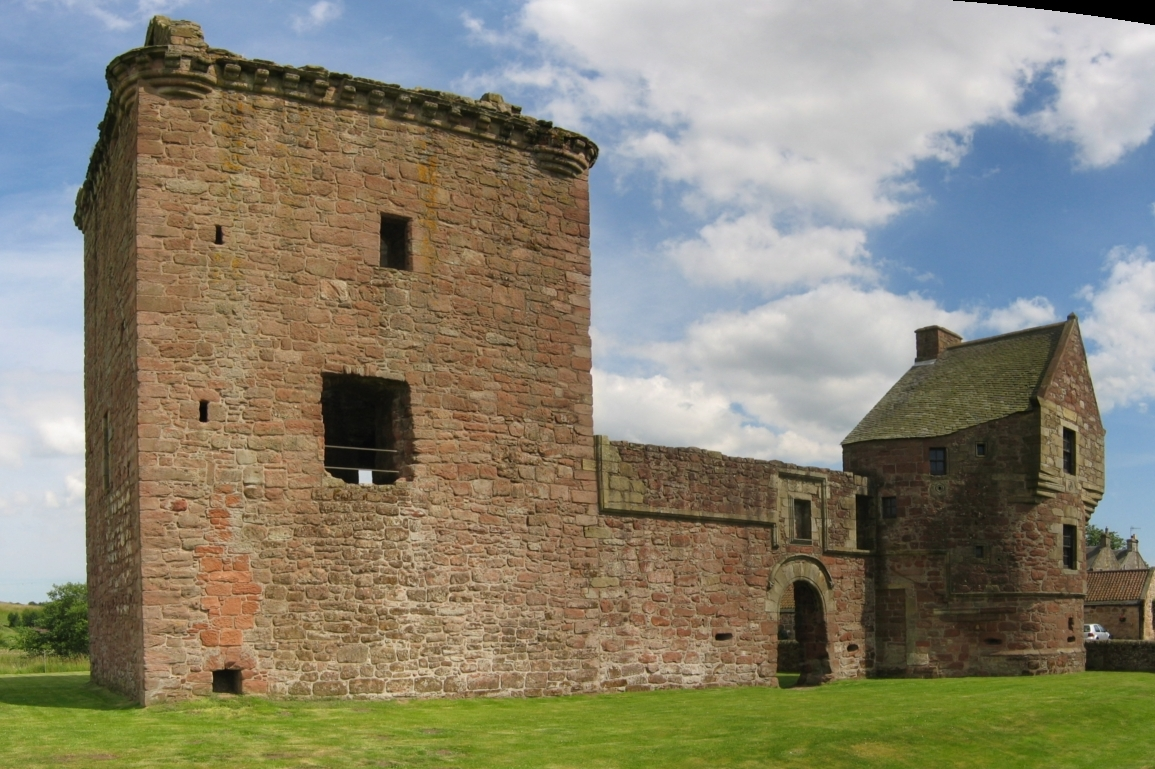
Замок Берли, бывшая резиденция лордов Бальфур

Семейная резиденция — замок Берли в окрестностях Кинросса, который сейчас находится в руинах.
В 1619 году был создан титул барона Бальфура из Гленоулея (Пэрство Ирландии) для Джеймса Бальфура (ум. 1634), младшего брата Майкла Бальфура, 1-го лорда Бальфура из Бёрли. Ему наследовал старший сын Джеймс Бальфур, 2-й барон Бальфур из Гленоулея (ум. 1635). Титул прервался в 1636 году после смерти его младшего брата, Александра Бальфура, 3-го барона Бальфура из Гленоулея.

## Лорды Бальфур из Бёрли (1607)
- 1607—1619: Майкл Бальфур, 1-й лорд Бальфур из Берли (ум. 15 марта 1619), старший сын сэра Джеймса Бальфура (ум. 1583);
- 1619—1639: Маргарет Бальфур, 2-я леди Бальфур из Берли (ум. июнь 1639), единственная дочь предыдущего, вышла замуж за Роберта Бальфура, 2 лорд Бальфур из Берли (ум. 1663);
- 1639—1688: Джон Бальфур, 3-й лорд Бальфур из Берли (ум. 1688), сын предыдущих;
- 1688—1713: Роберт Бальфур, 4-й лорд Бальфур из Берли (ум. июль 1713), старший сын предыдущего;
- 1713—1715: Роберт Бальфур, 5-й лорд Бальфур из Берли (ум. март 1757), единственный сын предыдущего, лишен титула в 1715 году;
- 1869—1921: Александр Хью Брюс, 6-й лорд Бальфур из Берли (13 января 1849 — 6 июля 1921), единственный сын депутата Роберта Брюса (1795—1864), восстановлен в титуле в 1869 году;
- 1921—1967: Джордж Гордон Брюс Джон, 7-й лорд Бальфур из Берли (18 октября 1883 — 4 июня 1967), второй сын предыдущего;
- 1967—2019: Роберт Брюс, 8-й лорд Бальфур из Берли (6 января 1927 — 3 октября 2019), старший сын предыдущего;
- 2019 — настоящее время: Виктория Брюс-Винклер, 9-я леди Бальфур из Берли (род. 7 мая 1973), старшая дочь предыдущего;
  - Наследница титула: достопочтенная Летиция Брюс-Винклер, хозяйка Берли (род. 3 апреля 2007), единственная дочь предыдущей и Майкла Винклера.